# ماریو گارسیا (بازیکن فوتبال، زاده ۱۹۹۹)
ماریو گارسیا (انگلیسی: Mario García؛ زادهٔ ۲۱ مارس ۱۹۹۹) بازیکن فوتبال است.